# Хайдарабад (округ, Пакистан)
Хайдараба́д (урду ضِلع حیدرآباد‎, англ. Hyderabad District, синдхи ضلعو حيدرآباد) — один из 23 округов пакистанской провинции Синд. Административный центр — город Хайдарабад.

## География
Площадь округа — 5519 км². На севере граничит с округами Матияри и Сангхар, на востоке — с округами Тандо-Аллах-Яр и Бадин, на юге — с округом Тандо-Мухаммад-Хан, на западе — с округами Джамшоро и Татта.

## Административно-территориальное деление
Округ делится на три техсила:
- Хайдарабад
- Латифабад
- Касимабад

## Население
По данным переписи 1998 года, население округа составляло 2,891,488 человек, из которых мужчины составляли 52,26 %, женщины — соответственно 47,74 %. Уровень грамотности населения (от 10 лет и старше) составлял 44,2 %. Средняя плотность населения — 523,9 чел./км².